# Hardcore Heaven 1995
Hardcore Heaven 1995 è stato un evento di wrestling prodotto dalla Extreme Championship Wrestling. Si svolse il 1º luglio 1995 alla ECW Arena di Filadelfia, Pennsylvania. Fu la seconda edizione della serie Hardcore Heaven.

## Evento
Axl Rotten sconfisse Ian Rotten in un Taipei Deathmatch divenuto celebre, una tipologia molto violenta e sanguinaria di match hardcore (no disqualification, falls count anywhere) in cui le mani dei wrestler sono ricoperte da cocci di vetro incollati.
The Public Enemy e The Gangstas lottarono nel main event dello show. Entrambi i membri dei Public Enemy fecero passare New Jack attraverso due tavoli ciascuno e poi Rocco Rock fracassò una mazza da croquet in testa a Mustafa Saed per la vittoria finale.

## Risultati
| Risultato | Stipulazione                                                 | Durata |
| --- | ------------------------------------------------------------ | ------ |
| The Dudleys (Snot Dudley & Dudley Dudley) (con Big Dick Dudley) sconfissero The Pitbulls (#1 & #2) (con Raven, Stevie Richards e Beulah McGillicutty) | Tag team match                                               | 6:25   |
| Dino Sendoff & Don E. Allen contro Chad Austin & The Broad Street Bully termina in no contest                                                         | Tag team match                                               | 2:10   |
| Hack Meyers sconfisse Big Malley | Single match                                                 | 7:30   |
| 2 Cold Scorpio sconfisse Taz (con Paul E. Dangerously)                                                                                                | Single match                                                 | 9:09   |
| Raven & Stevie Richards (c) (con Beulah McGillicutty) sconfissero Tommy Dreamer & Luna Vachon                                                         | Tag team match per il titolo ECW World Tag Team Championship | 7:34   |
| Axl Rotten sconfisse Ian Rotten | Taipei Deathmatch                                            | 7:10   |
| The Sandman (c) (con Woman) sconfisse Cactus Jack | Single match per l'ECW World Heavyweight Championship        | 13:05  |
| The Public Enemy (Rocco Rock & Johnny Grunge) sconfissero The Gangstas (New Jack & Mustafa)                                                           | Tag team match                                               | 11:33  |